# Bomberai

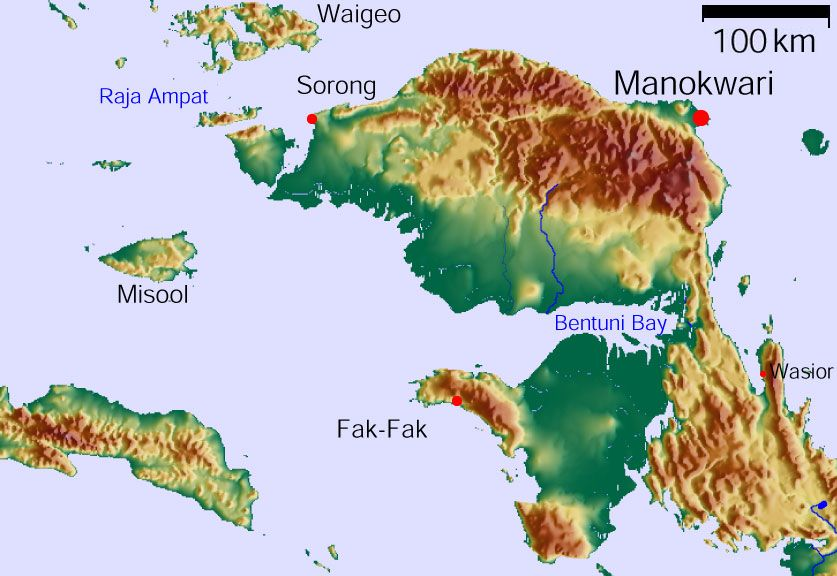
Ptasia Głowa (północ) i Bomberai (południe)

Bomberai (z języka biak, indonez. Semenanjung Bomberai, ang. Bomberai Peninsula) – półwysep w północno-zachodniej części wyspy Nowej Gwinei. Administracyjnie znajduje się w całości w prowincji Papua Zachodnia, w Indonezji. Bomberai zlokalizowany jest na południe od innego półwyspu, Ptasiej Głowy.